# Argiope dietrichae
Argiope dietrichae es una especie de araña araneomorfa género Argiope, familia Araneidae. Fue descrita científicamente por Levi en 1983.
Habita en Australia (Australia Occidental y Territorio del Norte).

## Descripción
Argiope dietrichae descansa sobre su telaraña con la cabeza hacia abajo y las patas dispuestas en cuatro conjuntos de dos. Tienen un caparazón marrón salpicado de plumón de color claro. El abdomen tiene un patrón teselado similar al de Argiope katherina pero difiere ventralmente por un borde más estrecho y un tabique del epigino. El esternón tiene una marca blanca posterior mediana. Las patas son de color marrón claro con manchas y bandas más oscuras. Las hembras son más grandes que los machos, las hembras adultas miden hasta 13 mm y los machos 6 mm.